# George Robert Waterhouse
George Robert Waterhouse (født 6. marts 1810, død 21. januar 1888) var en britisk zoolog og forsker. Hans fader gjorde ham og broderen Frederick George interesserede i entomologi. George Robert grundlagde sammen med Frederick William Hope The Entomological Society of London i 1833. Han bar titlen honorary curator og blev præsident for selskabet i 1849–50. Hans tidlige arbejde bestod i at registrere pattedyr for museet, men dette blev ikke publiceret.
Han blev inviteret til at følge Charles Darwin på dennes rejse med Beagle, men afslog. Waterhouse var forfatter til A natural history of the Mammalia (1846–48). Han bistod desuden Louis Agassiz med hans Nomenclator Zoologicus (1842).